# Liste der Monuments historiques in Le Tronchet (Ille-et-Vilaine)
Die Liste der Monuments historiques in Le Tronchet (Ille-et-Vilaine) führt die Monuments historiques in der französischen Gemeinde Le Tronchet auf.

## Liste der Bauwerke
| Bezeichnung                  | Beschreibung | Standort | Kennzeichnung | Schutzstatus | Datum | Bild |
| ---------------------------- | ------------ | -------- | ------------- | ------------ | ----- | ---- |
| Abtei Notre-Dame du Tronchet |              | (Lage)   | PA00090892    | Classé       | 1933  |      |